# New England Central Railroad
Die New England Central Railroad (NECR) ist eine regionale Eisenbahngesellschaft in Connecticut, Massachusetts, Vermont und New Hampshire (USA) sowie in Québec (Kanada) mit Sitz in St. Albans.

## Geschichte

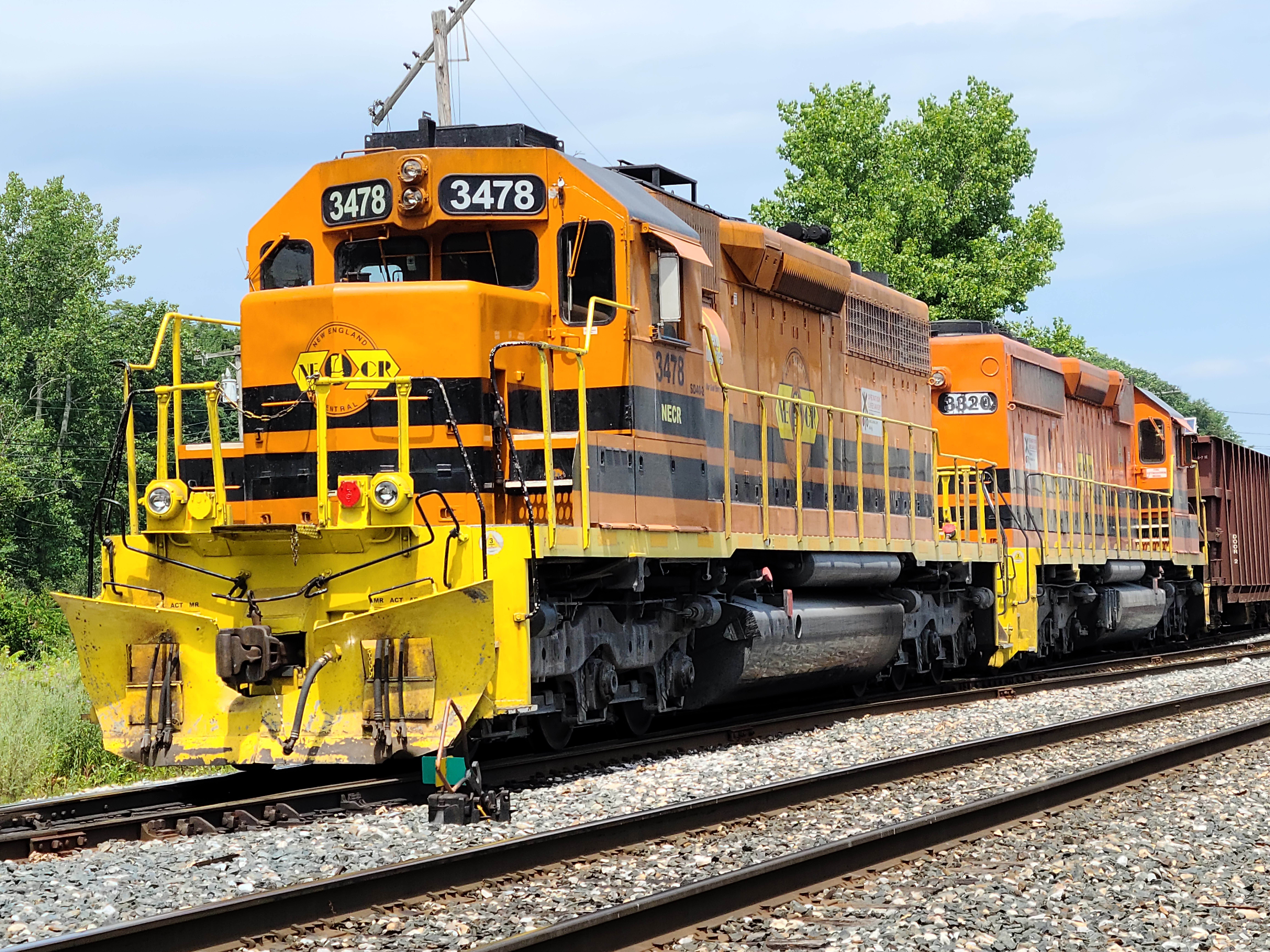
NECR-Diesellokomotiven in Brattleboro

Die Gesellschaft wurde am 4. Februar 1995 als Tochtergesellschaft von RailTex aufgestellt und übernahm das Eigentum der Central Vermont Railway von der Canadian National Railway. Die über 500 Kilometer lange Hauptstrecke der Bahn verläuft von New London (Connecticut) über Palmer (Massachusetts), Brattleboro (Vermont), Claremont (New Hampshire) und Montpelier (Vermont) nach Cantic (Québec). Daneben besitzt sie in Vermont Zweigstrecken von Montpelier Junction nach Barre sowie von Essex Junction nach Burlington. Auf diesen Strecken betreibt die NECR den Güterverkehr. Zwischen East Northfield und St. Albans benutzt der Vermonter, ein Expresszug der Amtrak, die Hauptstrecke mit.
2000 wurde RailTex und damit auch die NECR von RailAmerica übernommen. 2012 wurde RailAmerica und damit auch die NECR von Genesee and Wyoming aufgekauft. 2015 erwarb Genesee and Wyoming auch die Claremont Concord Railroad, deren Strecken in das NECR-Netz integriert wurden.

## Infrastruktur

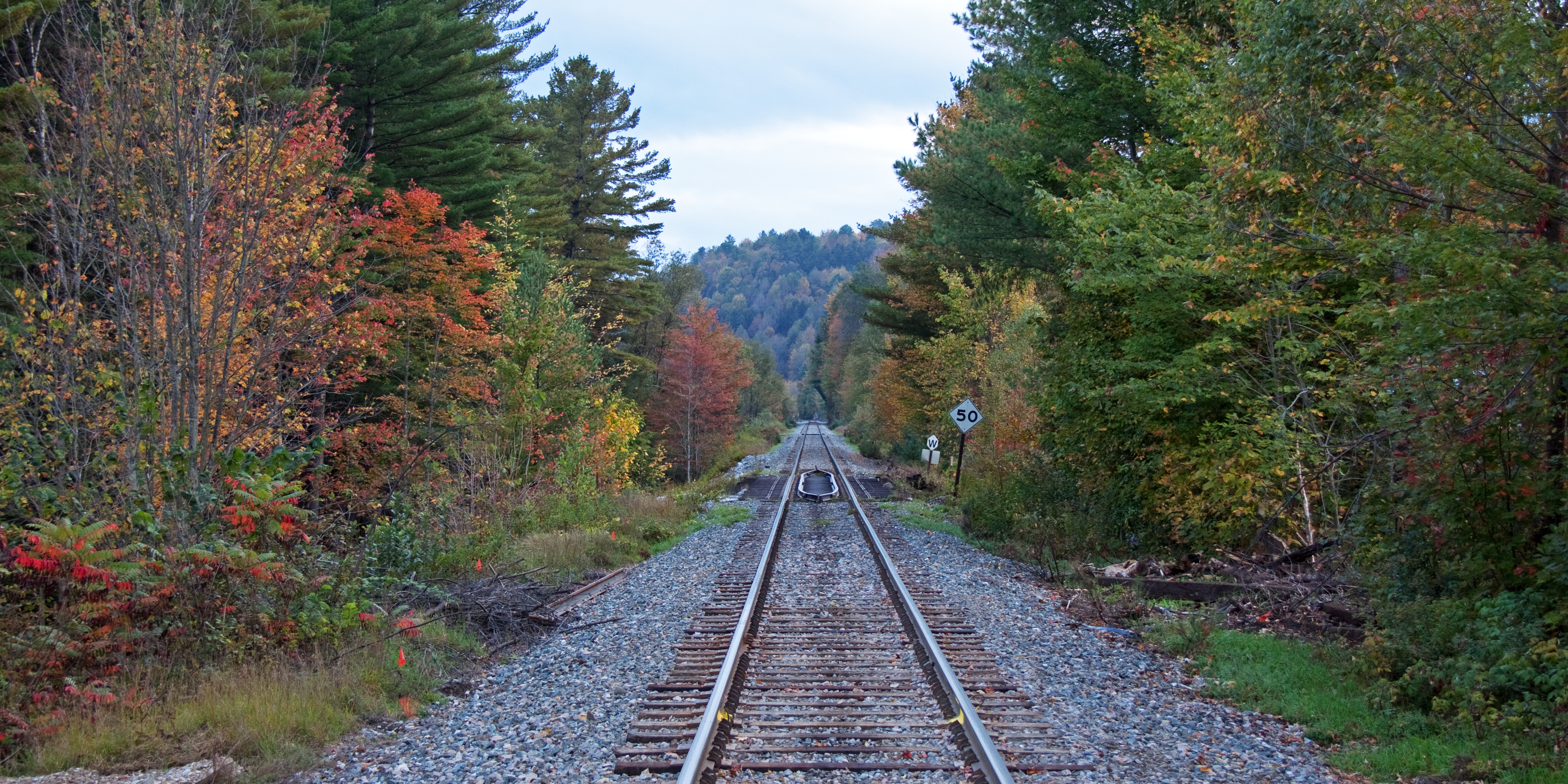
Strecke bei Northfield Falls zwischen Windsor und Burlington

Das Netz der NECR besteht aus folgenden, insgesamt 555 km langen Strecken:
- New London–Willimantic–Palmer–Millers Falls–East Northfield–Brattleboro
- Bahnstrecke Brattleboro–Claremont Junction–Windsor
- Bahnstrecke Windsor–White River Junction–Montpelier Junction–Essex Junction–Burlington
- Bahnstrecke Essex Junction–St. Albans–East Alburgh
- Bahnstrecke East Alburgh–Cantic
- Bahnstrecke Concord–White River Junction zwischen Westboro und White River Junction
- Bahnstrecke Concord–Claremont zwischen Claremont und Claremont Junction

Die Strecke East Alburgh–Cantic wird durch die Canadian National Railway (CN) befahren; der Güterwagentausch zwischen CN und NECR erfolgte zeitweise in East Alburgh und inzwischen in St. Albans. Weitere Übergabepunkte bestehen zur Canadian Pacific Kansas City in Burlington und Bellows Falls, zu CSX Transportation in Palmer, zur Massachusetts Central Railroad ebenfalls in Palmer sowie zu Norfolk Southern Railway in Millers Falls, zu Pan Am Southern in Brattleboro und Millers Falls, zur Providence and Worcester Railroad in Willimantic und New London sowie zur Vermont Railway in Burlington, Montpelier Junction, White River Junction und Bellows Falls.
Auf verschiedenen Abschnitten ihrer Infrastruktur hat die NECR anderen Bahngesellschaften Streckennutzungsrechte gewährt:
- Amtrak für die Teilstrecken von East Northfield bis St. Albans
- Canadian National auf den Streckenabschnitten von Cantic bis St. Albans
- Pan Am Southern für die Abschnitte von East Northfield bis White River Junction

## Triebfahrzeuge
2007 standen der Bahngesellschaft 33 EMD-Lokomotiven zur Verfügung, von denen elf geleast waren. Dieser Fuhrpark setzte sich aus zwei SD9M, 19 GP38, drei GP40, zwei SD40, vier SD40-2, eine GP15-1 sowie zwei GP40-2W zusammen, von denen vier GP38 sowie die SD40-2, GP15-1 und GP40-2W geleast sind.

## Anhang